# BR-235
La BR-235 es una carretera federal brasileña, que une Aracaju, en Sergipe, con el Campo de Ensayos Brigadeiro Velloso en Novo Progresso, en Pará. En su recorrido, atraviesa los estados de Sergipe, Bahia, Pernambuco, Piauí, Maranhão, Tocantins y Pará.
Es una de las carreteras más complicadas de Brasil, ya que no hay asfalto en la mayor parte de la carretera y aún quedan muchos tramos inexistentes. Hasta 2018, solo había asfalto en el Estado de Sergipe, y cerca de la ciudad de Petrolina. En Maranhão no se construyó ningún tramo y en Pará el único tramo fue el pequeño tramo de 21 km entre el cruce del río Araguaia (vía ferry) y la ciudad de Santa Maria das Barreiras. 
Desde el gobierno de Jair Bolsonaro, en 2019, se comenzó a pavimentar la carretera donde estaba hecha de tierra, y se implantó donde no existía, ya que tiene gran importancia económica: la región de MATOPIBA (en el sur de Maranhão y Piauí, en el oeste de Bahía y Tocantins) es un importante productor de soja, maíz y algodón, entre otros productos; la zona de Juazeiro, Petrolina y Casa Nova es un importante productor de frutas y también de cabras y ovejas. La carretera conecta todas estas regiones con los puertos de la costa del noreste de Brasil. En febrero de 2020, por ejemplo, se pavimentaron 77,6 kilómetros de la carretera entre Jeremoabo y Canché.